# Mexitrichia macarenica
Mexitrichia macarenica är en nattsländeart som beskrevs av Oliver S. Flint Jr. 1974. Mexitrichia macarenica ingår i släktet Mexitrichia och familjen stenhusnattsländor. Inga underarter finns listade i Catalogue of Life.